# 302 Clarissa
Clarissa (asteroide 302) é um asteroide da cintura principal com um diâmetro de 38,53 quilómetros, a 2,1351109 UA. Possui uma excentricidade de 0,1124405 e um período orbital de 1 362,79 dias (3,73 anos).
Clarissa tem uma velocidade orbital média de 19,20353829 km/s e uma inclinação de 3,41236º.
Este asteroide foi descoberto em 14 de Novembro de 1890 por Auguste Charlois.